# 2. ŽNL Karlovačka 2010./11.
2. ŽNL Karlovačka predstavlja 6. stupanj nogometnih natjecanja u Hrvatskoj. Prvoplasirani klub prelazi u viši rang - 1- ŽNL Karlovačku, dok iz lige ne ispada nitko jer je od sezone 2008./09. 2. ŽNL najniži stupanj natjecanja za Karlovačku županiju. U ligi se natječe 13 klubova.

## Tablica
| Mj. | Klub                         | Sus.  | Pob | Rem | Por | GR    | Bod |
| --- | ---------------------------- | ----- | --- | --- | --- | ----- | --- |
| 1.  | NK Mladost Zagorje Ogulinsko | 23    | 18  | 3   | 2   | 92:27 | 57  |
| 2.  | NK Krnjak                    | 23    | 15  | 3   | 5   | 43:19 | 48  |
| 3.  | NK Petrova gora Vojnić       | 23    | 13  | 5   | 5   | 37:21 | 44  |
| 4.  | NK Frankopan Brežani         | 23    | 13  | 3   | 7   | 62:45 | 42  |
| 5.  | NK Korana Karlovac           | 23    | 10  | 7   | 6   | 63:45 | 37  |
| 6.  | NK Dobra Novigrad na Dobri   | 23    | 11  | 3   | 9   | 70:48 | 36  |
| 7.  | NK Mrežnica Zvečaj           | 23    | 9   | 5   | 9   | 47:40 | 32  |
| 8.  | NK Rakovac Karlovac          | 23    | 9   | 4   | 10  | 50:47 | 31  |
| 9.  | NK Plaški                    | 23    | 7   | 2   | 14  | 26:60 | 23  |
| 10. | NK Eugen Kvaternik Rakovica  | 23    | 6   | 2   | 15  | 36:60 | 20  |
| 11. | NK Šišljavić                 | 23    | 5   | 4   | 14  | 36:71 | 19  |
| 12. | NK Josipdol                  | 23    | 4   | 3   | 16  | 19:76 | 15  |
| 13. | NK Radnik Karlovac           | 12 ↓0 | 1   | 2   | 9   | 12:34 | 5   |

## Rezultati
| NK Rakovac Karlovac - NK Mrežnica Zvečaj 1:1 NK Josipdol - NK Eugen Kvaternik Rakovica 2:1 3:0 ↓1 NK Radnik Karlovac - NK Petrova gora Vojnić 2:2 NK Korana Karlovac - NK Frankopan Brežani 2:4 NK Krnjak - NK Dobra Novigrad na Dobri 4:2 NK Šišljavić - NK Mladost Zagorje Ogulinsko 0:0 NK Plaški - slobodan | NK Dobra Novigrad na Dobri - NK Šišljavić 5 : 2 NK Frankopan Brežani - NK Krnjak 1 : 2 NK Petrova gora Vojnić - NK Korana Karlovac 1 : 1 NK Eugen Kvaternik Rakovica - NK Radnik Karlovac 4 : 1 NK Mrežnica Zvečaj - NK Josipdol 2 : 1 NK Plaški - NK Rakovac Karlovac 2 : 1 NK Mladost Zagorje Ogulinsko - slobodna | NK Josipdol - NK Plaški 1 : 0 NK Radnik Karlovac - NK Mrežnica Zvečaj 0 : 4 NK Korana Karlovac - NK Eugen Kvaternik Rakovica 2 : 2 NK Krnjak - NK Petrova gora Vojnić 2 : 0 NK Šišljavić - NK Frankopan Brežani 2 : 2 NK Mladost Zagorje Ogulinsko - NK Dobra Novigrad na Dobri 5 : 1 NK Rakovac Karlovac - slobodan |
| NK Frankopan Brežani - NK Mladost Zagorje Ogulinsko ↓4 NK Petrova gora Vojnić - NK Šišljavić 2:1 NK Eugen Kvaternik Rakovica - NK Krnjak 0:0 NK Mrežnica Zvečaj - NK Korana Karlovac 5:1 NK Plaški - NK Radnik Karlovac 1:0 NK Rakovac Karlovac - NK Josipdol 0:1 NK Dobra Novigrad na Dobri slobodna           | 5. kolo | 6. kolo |
| 7. kolo | 8. kolo | 9. kolo |
| NK Frankopan Brežani - NK Mrežnica Zvečaj 3:1 NK Krnjak - NK Radnik Karlovac 5:1 NK Šišljavić - NK Josipdol 3:2 NK Mladost Zagorje Ogulinsko - NK Rakovac Karlovac 8:3 NK Dobra Novigrad na Dobri - NK Plaški 4:0 NK Petrova gora Vojnić - NK Eugen Kvaternik Rakovica 3:1 NK Korana Karlovac slobodna          | 11. kolo | 12. kolo |
| 13. kolo | NK Mrežnica Zvečaj - NK Rakovac Karlovac 3:2 NK Eugen Kvaternik Rakovica - NK Josipdol 3:3 NK Frankopan Brežani - NK Korana Karlovac 3:3 NK Dobra Novigrad na Dobri - NK Krnjak 2:1 NK Mladost Zagorje Ogulinsko - NK Šišljavić 3:2 NK Plaški i NK Petrova gora Vojnić slobodni                                      | NK Josipdol - NK Mrežnica Zvečaj 0:1 NK Šišljavić - NK Dobra Novigrad na Dobri 2:6 NK Krnjak - NK Frankopan Brežani 2:0 NK Korana Karlovac - NK Petrova gora Vojnić 1:0 NK Rakovac Karlovac - NK Plaški 3:0 NK Mladost Zagorje Ogulinsko i Eugen Kvaternik Rakovica slobodni                                         |
| NK Plaški - NK Josipdol : NK Eugen Kvaternik Rakovica - NK Korana Karlovac : NK Petrova gora Vojnić - NK Krnjak : NK Frankopan Brežani - NK Šišljavić : NK Dobra Novigrad na Dobri - NK Mladost Zagorje Ogulinsko : NK Rakovac Karlovac i NK Mrežnica Zvečaj slobodni                                           | NK Korana Karlovac - NK Mrežnica Zvečaj 2:1 NK Mladost Zagorje Ogulinsko - NK Frankopan Brežani 8:3 NK Šišljavić - NK Petrova gora Vojnić 2:1 NK Krnjak - NK Eugen Kvaternik Rakovica 2:1 NK Josipdol - NK Rakovac Karlovac 0:9 NK Dobra Novigrad na Dobri i NK Plaški slobodni.                                     | NK Plaški - NK Korana Karlovac : NK Mrežnica Zvečaj - NK Krnjak 3:2 NK Eugen Kvaternik Rakovica - NK Šišljavić : NK Petrova gora Vojnić - NK Mladost Zagorje Ogulinsko : NK Frankopan Brežani - NK Dobra Novigrad na Dobri : NK Josipdol i NK Rakovac Karlovac slobodni                                              |
| NK Dobra Novigrad na Dobri - NK petrova Gora Vojnić : NK Mladost Zagorje Ogulinsko - NK Eugen Kvaternik Rakovica : NK Mrežnica Zvečaj - NK Šišljavić 1:1 ↓19 NK Krnjak - NK Plaški : NK Korana Karlovac - NK Rakovac Karlovac : NK Josipdol i NK Frankopan Brežani slobodni                                     | NK Josipdol - NK Korana Karlovac : NK Rakovac Karlovac - NK Krnjak : NK Plaški - NK Šišljavić : NK Mrežnica Zvečaj - NK Mladost Zagorje Ogulinsko 0:1 NK Eugen Kvaternik Rakovica - NK Dobra Novigrad na Dobri : NK Petrova gora Vojnić - NK Frankopan Brežani :                                                     | NK Dobra Novigrad na Dobri - NK Mrežnica Zvečaj 1:1 NK Frankopan Brežani - NK Eugen Kvaternik Rakovica 4:0 NK Mladost Zagorje Ogulinsko - NK Plaški 6:0 NK Šišljavić - NK Rakovac Karlovac 3:2 NK Krnjak - NK Josipdol nije igrano NK Petrova gora Vojnić i NK Korana Karlovac slobodni                              |
| NK Josipdol - NK Šišljavić NK Rakovac Karlovac - NK Mladost Zagorje Ogulinsko NK Plaški - NK Dobra Novigrad na Dobri NK Mrežnica Zvečaj - NK Frankopan Brežani 2:4 NK Eugen Kvaternik Rakovica - NK Petrova gora Vojnić NK Krnjak i NK Korana Karlovac slobodni                                                 | NK Petrova gora Vojnić - NK Mrežnica Zvečaj 2:0 NK Frankopan Brežani - NK Plaški NK Dobra Novigrad na Dobri - NK Rakovac Karlovac NK Mladost Zagorje Ogulinsko - NK Josipdol NK Krnjak - NK Korana Karlovac NK Šišljavić i NK Eugen Kvaternik Rakovica slobodni                                                      | NK Korana Karlovac - NK Šišljavić NK Josipdol - NK Dobra Novigrad na Dobri NK Rakovac Karlovac - NK Frankopan Brežani NK Plaški - NK Petrova gora Vojnić NK Mrežnica Zvečaj - NK Eugen Kvaternik Rakovica 3:0 ↓24 NK Mladost Zagorje Ogulinsko i NK Krnjak slobodni                                                  |
| NK Eugen Kvaternik Rakovica - NK Plaški NK Petrova gora Vojnić – NK Rakovac Karlovac NK Frankopan Brežani - NK Josipdol NK Mladost Zagorje Ogulinsko - NK Korana Karlovac NK Šišljavić - NK Krnjak NK Dobra Novigrad na Dobri i NK Mrežnica Zvečaj slobodni                                                     | NK Plaški - NK Mrežnica Zvečaj 0-0 NK Krnjak - NK Mladost Zagorje Ogulinsko 0-3 NK Korana Karlovac - NK Dobra Novigrad na Dobri 3-3 NK Josipdol - NK Petrova gora Vojnić 1-3 NK Rakovac Karlovac - NK Eugen Kvaternik Rakovica 6-4 NK Šišljavić i NK Frankopan Brežani slobodni                                      | |